# Afanasij Nikolaevič Matjušenko
Afanasij Nikolaevič Matjušenko (Derhači, 2 maggio 1879 – Sebastopoli, 2 novembre 1907) è stato un marinaio e rivoluzionario russo.

## Biografia
Nato da una famiglia di contadini, apprese a leggere e, dodicenne, iniziò a lavorare come calzolaio. Completati gli studi presso la locale scuola parrocchiale, a 15 anni Matjušenko scappò a Kharkiv dove lavorò nelle ferrovie. Nel 1896 andò a Odessa, e divenne fuochista su un piroscafo che lo portò a Vladivostok dove visse per due anni lavorando come macchinista ferroviario. Nel 1898 si trovava a Rostov sul Don, dove lavorava come scaricatore. Qui entrò a far parte di un circolo di studio marxista guidato dal futuro bolscevico Vladimir Petrov.
Nel giorno del suo 21º compleanno, Matjušenko fu arruolato per sette anni in marina e inviato a Sebastopoli per quattro mesi di addestramento. La dura disciplina lo alienò dagli ufficiali. Dopo l'addestramento, andò a Kronstadt dove terminò un corso di siluri. Nel 1902 fu promosso quartiermastro sulla corazzata Potëmkin. Qui entrò a far parte di Tsentralka, l'organizzazione rivoluzionaria dei marinai, diventandone uno dei suoi membri più noti. La mattina del 10 giugno 1905 un centinaio di membri di Tsentralka si incontrò sulla collina di Malakhov, appena fuori Sebastopoli. A marzo avevano già scritto "La risoluzione dei marinai del Mar Nero", un documento nel.quale si chiedeva la fine dello zarismo e un'assemblea costituente. I cospiratori concordarono che la flotta del Mar Nero si sarebbe ammutinata il 21 giugno. Dal canto suo Matjušenko preferiva che l'ammutinamento iniziasse immediatamente.
Durante l'ammutinamento sulla Potëmkin, Matjušenko prese parte all'uccisione del capitano Golikov e del primo ufficiale Ippolit Giliarovskij. Dopo la morte del suo amico Grigorij Vakulenčuk, fu nominato da una commissione di marinai insorti come loro portavoce. Insieme ad altri marinai ammutinati, Matjušenko abbandonò la Potëmkin quando attraccò a nel porto rumeno di Costanza. Successivamente visse in esilio in Romania, Svizzera, Stati Uniti (giugno 1906 - marzo 1907) e Francia (marzo-giugno 1907). In esilio ha incontrato vari leader socialisti: Vladimir Lenin, Christian Rakovskij, Vladimir Posse, Maksim Gor'kij, Georgij Gapon e Boris Savinkov. Matjušenko non era membro di nessun partito politico. Alcuni consideravano le sue opinioni vicine ai socialdemocratici, mentre altri lo consideravano più vicino ai socialisti rivoluzionari o agli anarchici.
Nel giugno 1907 Matjušenko tornò in Russia sotto falso nome. Arrestato dalla polizia a Nikolaev, fu portato a Sebastopoli. Qui fu processato da un tribunale e condannato a morte. Fu giustiziato per impiccagione nella prigione di Sebastopoli il 2 novembre 1907.